# Danh sách môn thể thao điện tử
Dưới đây là Danh sách một số môn thể thao điện tử (E-Sport)

## Danh sách
| Số thứ tự | Tên                                  |
| 1         | Counter Strike (CS)                  |
| 2         | Dota Allstars                        |
| 3         | VALORANT                             |
| 3         | FIFA soccer                          |
| 4         | Starcraft                            |
| 5         | Starcraft II                         |
| 6         | Warcraft III                         |
| 7         | Pro Evolution Soccer (PES)           |
| 8         | Dawn of War                          |
| 9         | FIFA Online 4                        |
| 10        | Cross Fire (CF)                      |
| 11        | Playerunknown's Battlegrounds (PUBG) |
| 12        | Special Force (SF)                   |
| 13        | Tốc chiến                            |
| 14        | Arena of valor                       |
| 15        | Need for Speed (NFS)                 |
| 16        | Quake                                |
| 17        | Mobile Legend                        |
| 18        | League of Legends                    |
| 19        | LOL: Wild Rift                       |